# Ellenbach (Hersbruck)
Ellenbach ist ein Gemeindeteil der Stadt Hersbruck im Landkreis Nürnberger Land (Mittelfranken, Bayern). Die Gemarkung Ellenbach hat eine Fläche von 6,047 km². Sie ist in 1561 Flurstücke aufgeteilt, die eine durchschnittliche Flurstücksfläche von 3874,09 m² haben. In ihr liegen neben dem namensgebenden Ort die Gemeindeteile Leutenbach und Weiher.

## Geografie
Das Dorf liegt in Hanglage zum Arzberg (612 m ü. NHN) im Süden und dem Deckersberg (586 m ü. NHN) im Osten, beides Erhebungen der Hersbrucker Alb. Eine Gemeindeverbindungsstraße führt nach Hersbruck zu einer Anschlussstelle der Bundesstraße 14 (1,8 km nördlich) bzw. zur Kreisstraße LAU 7 (0,4 km östlich). Eine Anliegerstraße führt nach Leutenbach (1,4 km südwestlich).

## Geschichte
Die erste urkundliche Erwähnung von Ellenbach war im Jahr 1275. Infolge des Landshuter Erbfolgekrieges gelangte die Ortschaft mit der umliegenden Gegend in den Besitz der Reichsstadt Nürnberg. In den folgenden drei Jahrhunderten war Ellenbach dann dem reichsstädtischen Pflegamt Reicheneck zugeordnet.
Mit dem Gemeindeedikt (frühes 19. Jahrhundert) wurde Ellenbach dem Steuerdistrikt Happurg zugeordnet. Zugleich entstand die Ruralgemeinde Ellenbach, zu der Leutenbach und Weiher gehörten. Sie unterstand in Verwaltung und Gerichtsbarkeit dem Landgericht Hersbruck. Im Zuge der Gebietsreform in Bayern wurde die Gemeinde am 1. Januar 1972 nach Hersbruck eingegliedert.

## Baudenkmäler
In Ellenbach gibt es drei Baudenkmäler, ein im 19. Jahrhundert errichteter Bauernhof und zwei aus dem 18. Jahrhundert stammende Wohnstallhäuser.

## Verkehr
Ellenbach hat 2 Bushaltestellen, Ellenbach Mitte und Ellenbach Am Hutanger, welche von Montag bis Freitag von 5:00–18:05 Uhr im Stundentakt (mit einzelnen Verstärkern) sowie samstags zweimal von Bussen der Hersbrucker Stadtbuslinie 364 bedient werden. Diese bedient auf ihrer Fahrt von und nach Ellenbach beide Bahnhöfe, die Altstadt sowie das Schulzentrum. In den nachfrageschwächeren Zeiten sowie am Wochenende wird das Angebot um Rufbusse (auch als Anruf-Sammel-Taxi bekannt), welche auch die benachbarten Orte Deckersberg und Leutenbach anfahren, ergänzt.